# Перт (аеропорт)
Аеропорт Перт (англ. Perth Airport, (IATA: PER, ICAO: YPPH)) — міжнародний аеропорт столиці штату Західна Австралія, розташовується в однойменному передмісті. Після Сіднея , Мельбурна і Брисбена є четвертим за завантаженістю аеропортом Австралії. В силу свого стратегічного розташування обслуговує польоти азіатсько-тихоокеанського напрямку, а також здійснює регулярні рейси за межі регіону в Йоханесбурзі і Дубай.
Аеропорт є хабом для:
- Alliance Airlines
- Cobham
- Network Aviation
- Qantas
- Skippers Aviation
- Virgin Australia Regional Airlines
- Jetstar Airways
- Virgin Australia

В останні роки спостерігається істотне зростання пасажиропотоку. У першій половині 2007/2008 фінансового року число пасажирів збільшилася на 13,34 % .
Два термінали внутрішніх авіаліній розташовуються поруч один з одним в 12 км від центру Перта, третій міжнародний термінал розташовується на протилежній стороні ВПП в 17 км від центру міста. Термінали з'єднують між собою шосе довжиною 11 км.
Поруч з аеропортом розташовуються два шосе: Велике Східне Шосе (англ.   Great Eastern Highway) і Шосе Тонкін (англ.   Tonkin Highway). До терміналів внутрішніх авіаліній можна дістатися громадським транспортом або на таксі. Далі шаттл-автобусами або таксі можна доїхати до міжнародного терміналу. Шаттл-автобусами можна скористатися тільки при наявності квитка. Поїздка платна.

## Історія
До відкриття аеропорту, повітряне сполучення здійснювалося з аеродромів Мейлендс і Ленглі Парк . До кінця 1930-х років стало ясно, що ці аеродроми вже не справляються зі зростаючим пасажиропотоком, і необхідно шукати місце для будівництва нового аеродрому . Для цих цілей в 1938 році було вирішено використовувати частину ділянки землі, яка була свого часу подарована місцевому жителю губернатором Джеймсом Стерлингом. До цього часу біля міжнародного терміналу розташовується меморіальна дошка в пам'ять про місцевого жителя — Джона Скотті, який віддав свою землю для будівництва аеропорту. .
Під час Другої світової війни аеродром служив тимчасовою базою для ВПС Австралії і ВМС США. Він був відомий як «аеродром Гілфорд». У лютому 1943 року на його території була утворена знаменита 85-я ескадрилья ВПС Австралії.
З 1944 року не дивлячись на протести командувачів армією аеродром став приймати і відправляти цивільні рейси. Рішення було прийнято на федеральному рівні, так як трав'яне покриття ЗПС Мейлендс вже не дозволяло приймати великі пасажирські літаки. До того ж в Мейлендс повністю була відсутня інфраструктура. Перший цивільний літак Douglas DC-3 вилетів з нового аеродрому в Аделаїду, а 17 червня 1944 року Qantas зробила перший міжнародний рейс на Цейлон. Пасажирські перевезення з Мейлендс здійснювалися до 30 червня 1963 року.
Після війни основне навантаження лягло на аеродром Гілфорд, так він тоді називався, і був усього лише злітним полем, оточеним величезною кількістю будівель, що залишилися з часів перебування тут військових. Посадка пасажирів в літак нагадувала посадку в автобус, так як будівлі аеровокзалу в той час ще не було. У 1948 році власник авіакомпанії MacRobertson Miller Aviation Co. (MMA) перебазувався з Мейлендс в Гілфорд. 2 грудня того ж року, на базі Гілфорда заснували авіакомпанію Trans Australia Airlines (TAA) для обслуговування маршруту Перт-Мельбурн. Оскільки в той час не існувало якісних доріг з одного узбережжя на інше, аеродром Гілфорд став важливим транспортним вузлом для вантажоперевезень через континент .
У 1952 році аеропорт отримав статус міжнародного і був перейменований в «Міжнародний аеропорт міста Перт». До середини 1950-х років лише 8 % населення Австралії користувалися авіасполученням. Саме в цей час аеропорт став переживати бум розвитку. Авіакомпанії Qantas і Air India почали свої регулярні рейси з Перта в Сінгапур на нових літаках Boeing-707, використання яких змушувало керівництво аеропорту вдосконалити ВПП і інфраструктуру. В середині 1960-х в аеропорту стали здійснювати посадки реактивні літаки Boeing-727 і Douglas DC-9 . Аеропорт став першим в Австралії, який став працювати цілодобово. Саме тут уперше з'явився термін " Нічний рейс " .

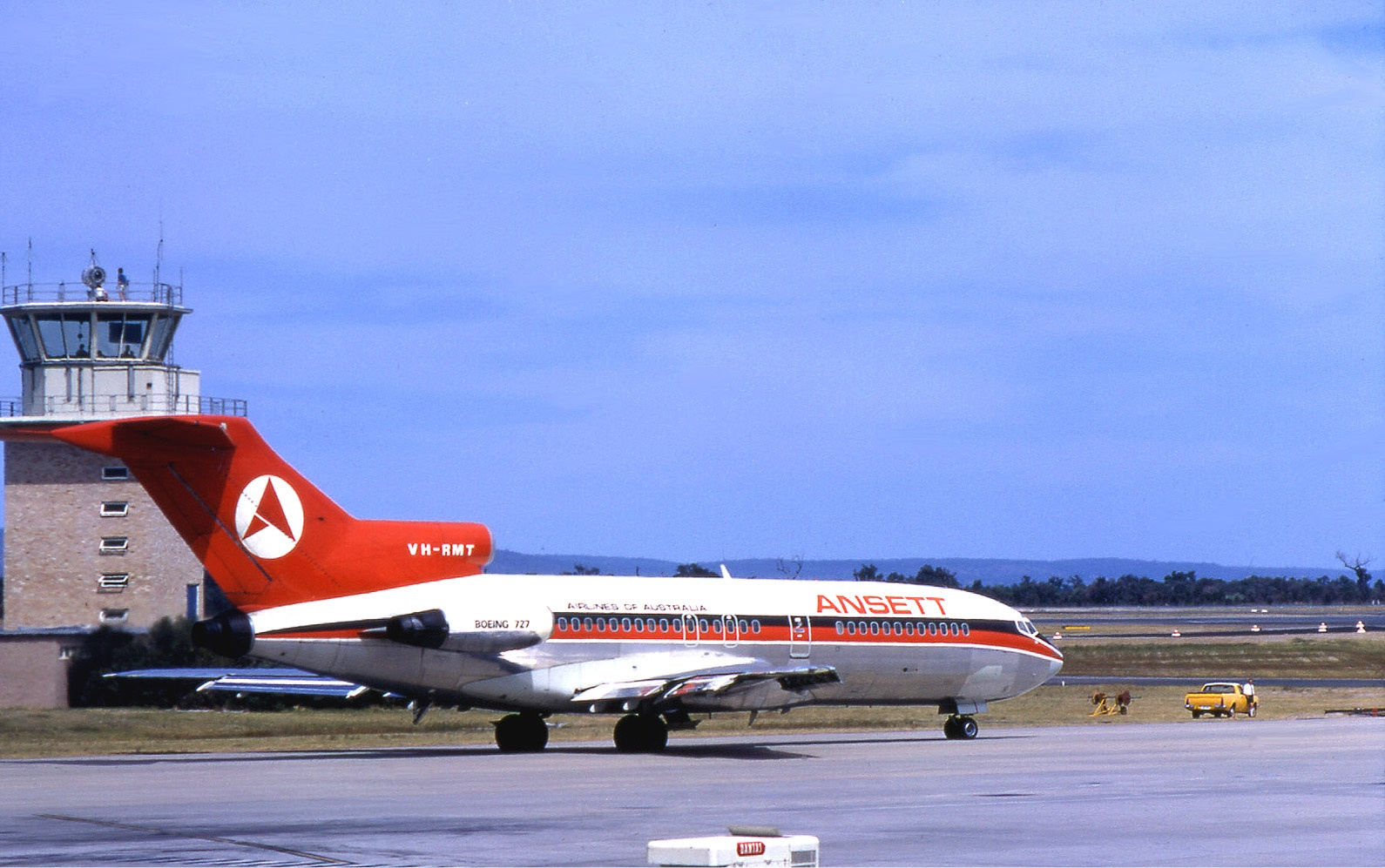
Boeing 727 авіакомпанії Ansett, 1971
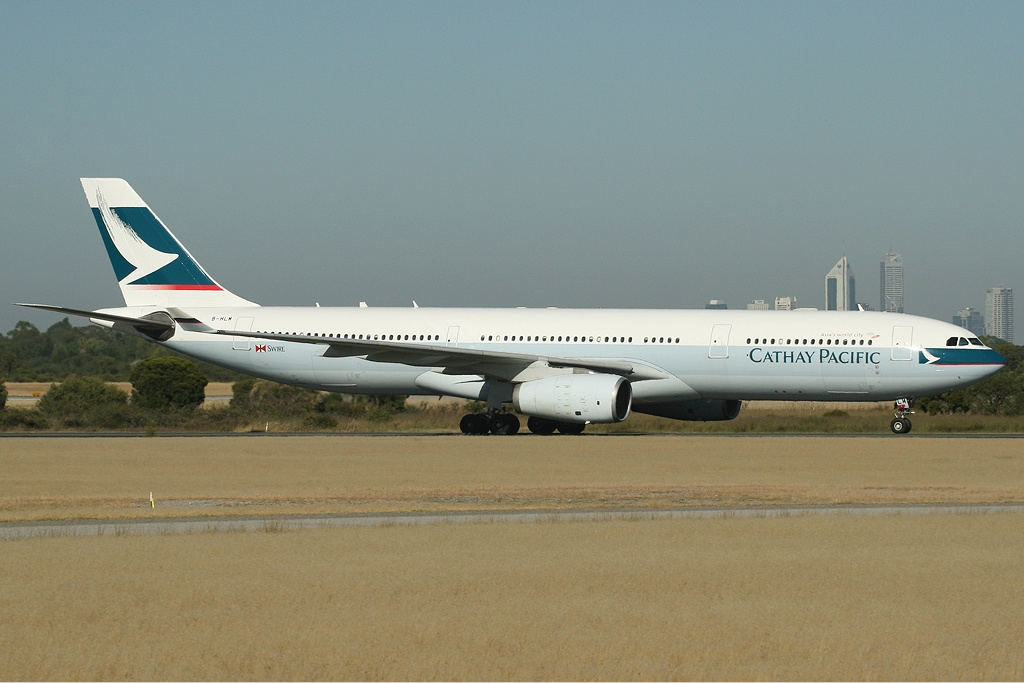
Airbus A330 авіакомпанії Cathay Pacific
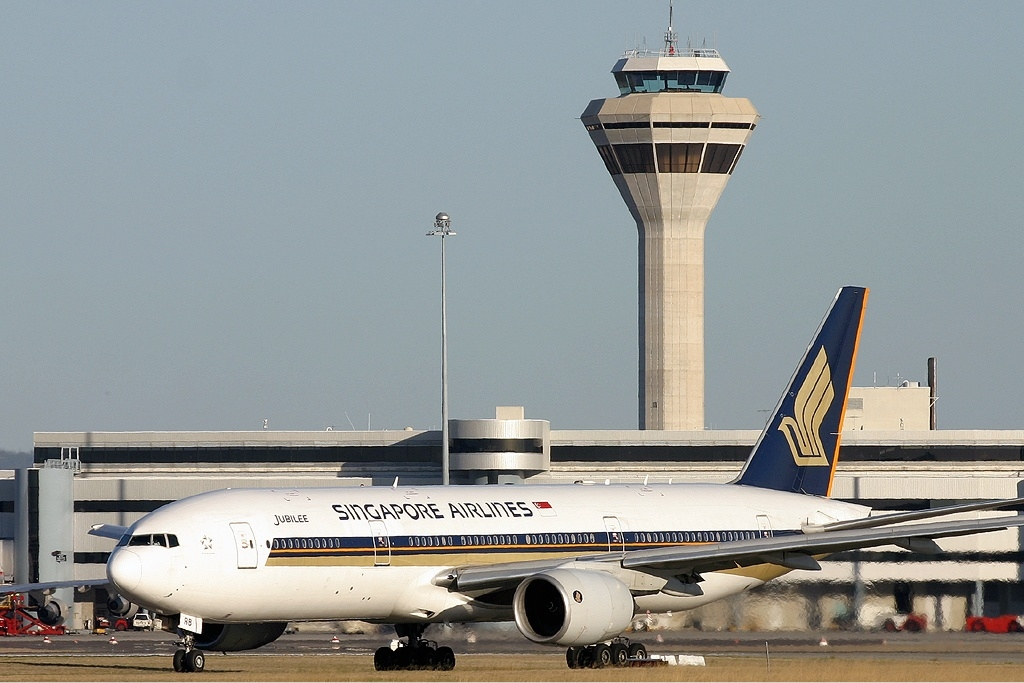
Boeing 777 авіакомпанії Singapore Airlines

### Чартерні авіалінії
- Strategic Airlines
- AvWest

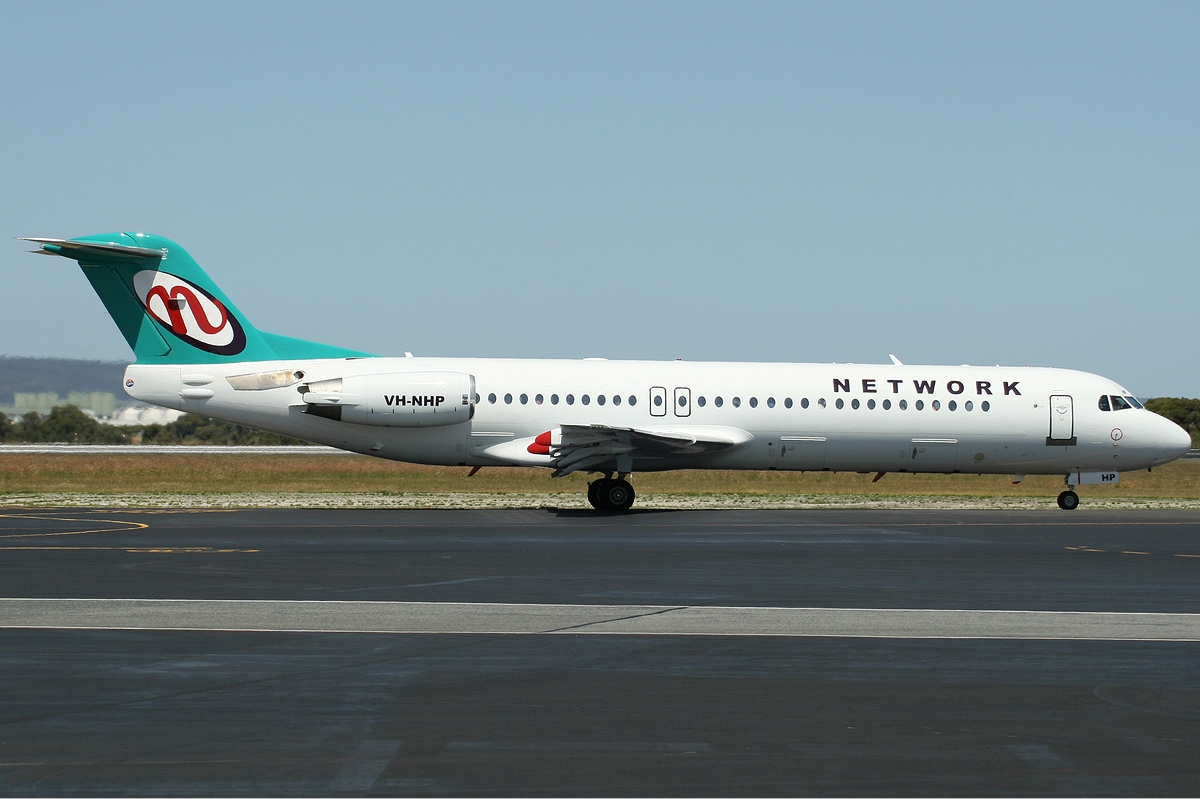
Fokker 100 авіакомпанії Network Aviation

- Cobham Aviation Services Australia
- Maroomba Airlines
- Network Aviation
- Skippers Aviation
- Skywest Airlines
- Star Aviation
- Casair

### Код-шерінг
В аэропорту действует код-шеринг для следующих авиакомпаний:
- Air Canada
- Air France
- Alitalia
- American Airlines
- Austrian Airlines
- British Airways
- Finnair
- Japan Airlines
- KLM Royal Dutch Airlines
- Lufthansa
- Jet Airways
- United Airlines
- Virgin Atlantic Airways

## Технічні дані
Аеропорт Перта — першого класу, приймає всі типи повітряних суден, крім А-380. У 2008 році аеропорту присвоєно III А ILS категорія, що дозволяє забезпечувати посадки повітряних суден при вертикальній видимості не менше 15 метрів і при дальності видимості на злітно-посадковій смузі (ЗПС) не менше 200 метрів. Зліт виконується при відстані видимості на злітно-посадковій смузі (ЗПС) не менше 200 метрів, без обмежень по вертикальній видимості . Аеропорт має два ВПП : 03/21 (3444 м) і 06/24 (2163 м) з асфальтовим покриттям.

## Аеровокзальний комплекс

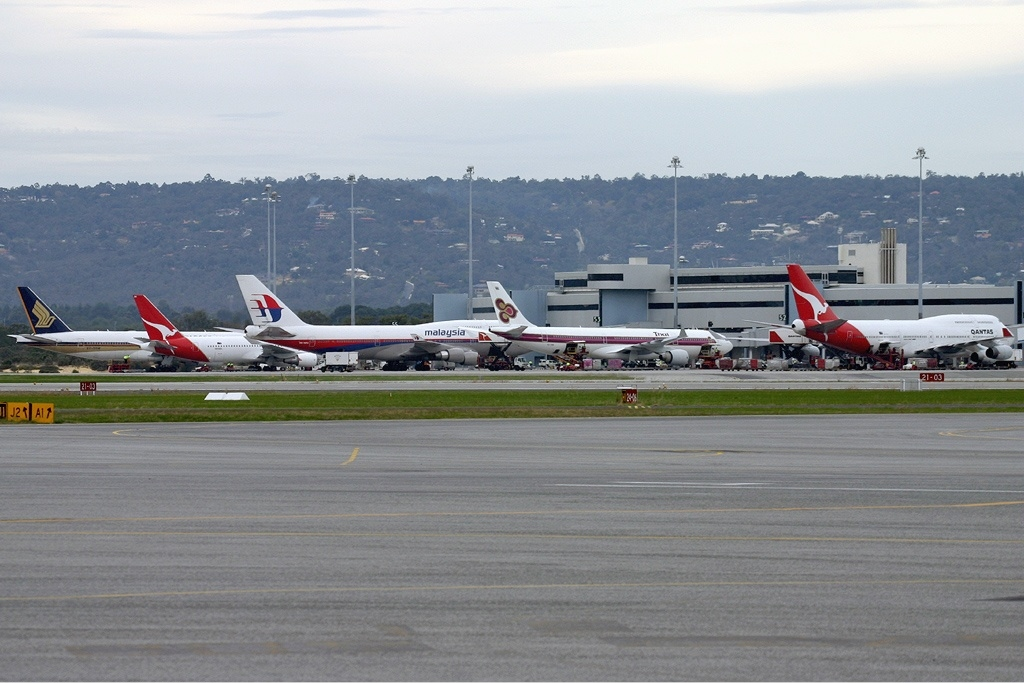
Літаки на фоні Східного Терміналу

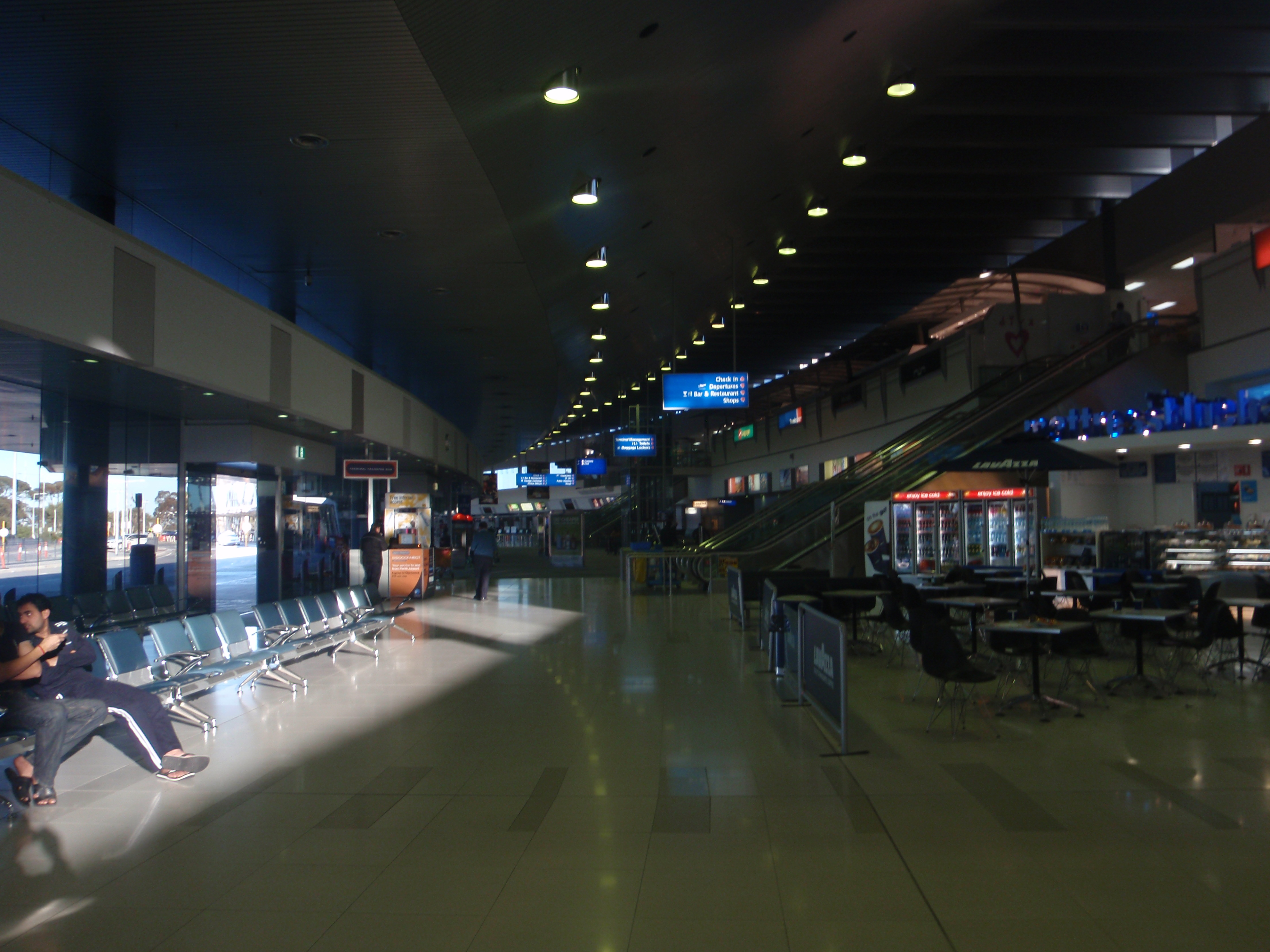
Зона прибуття Східного Терміналу зранку

В аэропорту Перта действует четыре терминала:

### Східний термінал
- Термінал 1 обслуговує міжнародні рейси. Налічує п'ять перонів і сім гейтів. Раніше також обслуговував літаки внутрішніх авіаліній компаній Compass Airlines (в 1990-х) і Virgin Blue (в 2001—202 роках).

### Західний термінал
- Термінал 2 обслуговує в основному рейси авіакомпанії Qantas. Також з цього терміналу обслуговуються внутрішні рейси компаній Jetstar Airways і QantasLink. Налічує чотири перони і дев'ять гейтів. 
На території Терміналу 2 розташовується зал «Клубу Qantas».
- Термінал 3 раніше обслуговував рейси авіакомпанії Ansett Australia, що припинила своє існування в березні 2002 року. В даний момент обслуговує рейси авіакомпаній Skywest Airlines, Virgin Australia, Alliance Airlines і Tiger Airways Australia. 
На території Терміналу 3 розташовуються зали «Клубу Virgin Australia» і «Golden Wing Club / Alliance Airlines»

### Північний термінал
- Термінал 4 використовується в основному для чартерних рейсів гірничо-видобувних компаній, а також для посадки і зльоту літаків, які проходять ремонт.

### Служби аеропорту
- Вантажні авіаперевезення
- Заправна станція
- Служба бортового харчування
- Комплекс УВС
- Аварійно-рятувальна служба

### Метеорологічна служба
Метеослужба Гілфорд почала здійснювати метеорологічний контроль в аеропорту в 1944 році зі свого офісу на Айві стріт.
У березні 1988 року служба переїхала північну вежу аеропорту, яка звільнилася. У жовтні 1997 року для метеослужби було побудовано окрему будівлю, що розташована в північно-східній частині аеропорту .

## Статистика аеропорту

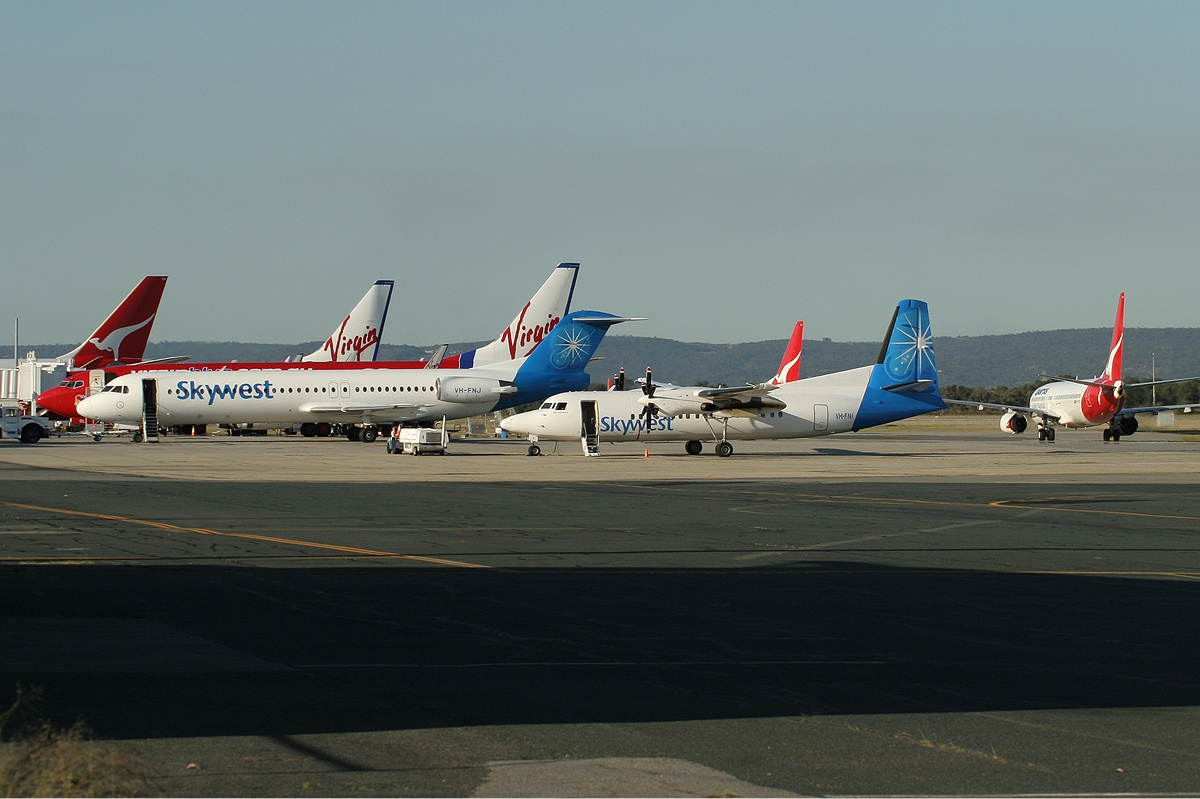
Стоянка літаків біля Західного Терміналу

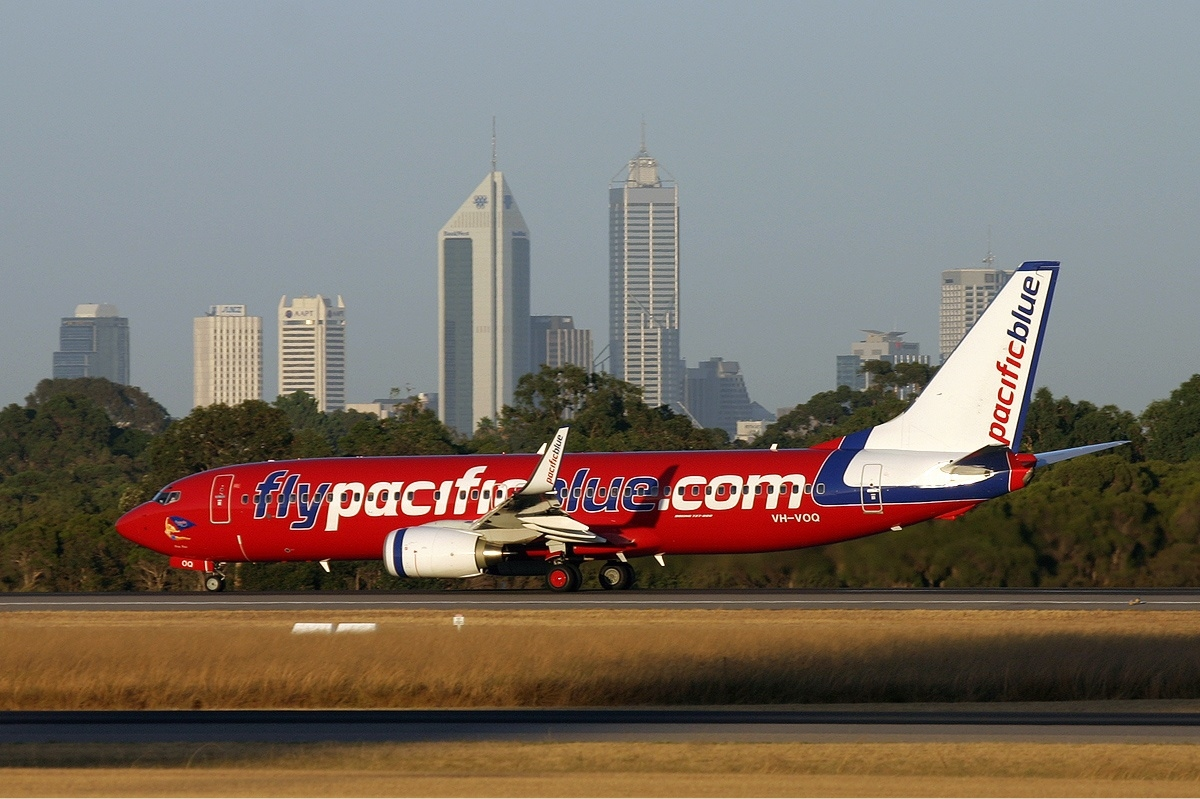
Boeing 737—800 авіакомпанії Pacific Blue на фоні Перта

### Загальна статистика
Загальна кількість пасажирів аеропорту «Перт» збільшується в середньому на 5,8 %, починаючи з 1998-99 років. 70 % пасажироперевезень припадає на внутрішні авіалінії .
| Рік     | Внутрішні авіаперевезення | Міжнародні авіаперевезення | Загальна кількість пасажирів |
| ------- | ------------------------- | -------------------------- | ---------------------------- |
| 1998-99 | 3,264,459                 | 1,537,325                  | 4,801,784                    |
| 1999-00 | 3,385,825                 | 1,599,485                  | 4,985,310                    |
| 2000-01 | 3,560,565                 | 1,660,275                  | 5,220,840                    |
| 2001-02 | 3,160,085                 | 1,651,069                  | 4,811,154                    |
| 2002-03 | 3,720,237                 | 1,612,508                  | 5,332,745                    |
| 2003-04 | 4,272,187                 | 1,766,617                  | 6,038,804                    |
| 2004-05 | 4,678,976                 | 1,977,163                  | 6,656,139                    |
| 2005-06 | 5,107,657                 | 2,027,223                  | 7,134,880                    |
| 2006-07 | 5,868,219                 | 2,221,204                  | 8,089,423                    |
| 2007-08 | 6,650,000                 | 2,510,000                  | 9,160,000                    |
| 2008-09 | 7,116,194                 | 2,618,923                  | 9,735,117                    |
| 2009-10 | 7,469,926                 | 2,993,874                  | 10,463,800                   |
| 2010-11 | 8,185,872                 | 3,265,581                  | 11,451,453                   |

### Внутрішні авіаперевезення

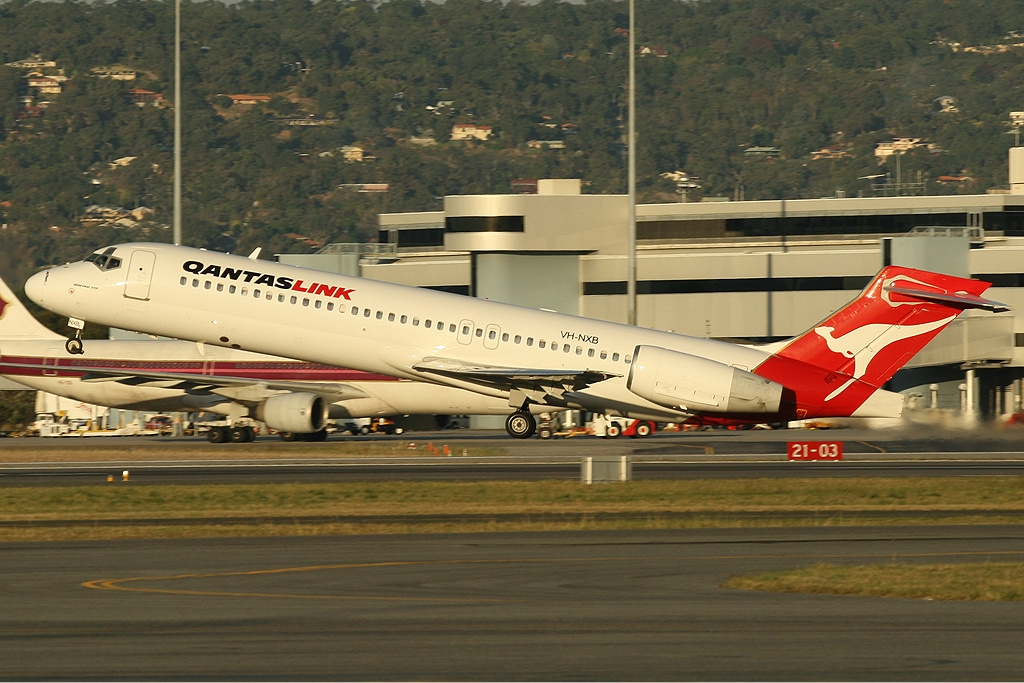
Взлет Boeing 717 авиакомпании QantasLink

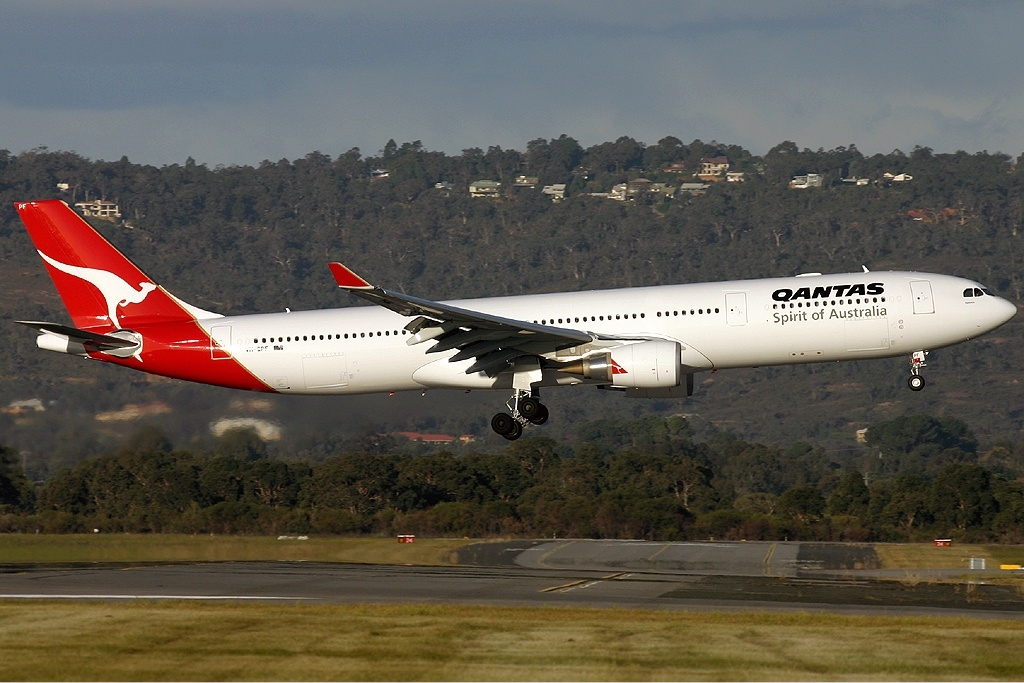
Приземлення Airbus A330 авіакомпанії Qantas

| Місце | Аеропорт       | Пасажири (тис.) | Динаміка (%) |
| ----- | -------------- | --------------- | ------------ |
| 1     | Мельбурн       | 1,702.0         | ▼ 2.4        |
| 2     | Сідней         | 1,591.4         | ▲ 9.8        |
| 3     | Брисбен        | 744.6           | ▲ 3.8        |
| 4     | Аделаїда       | 595.3           | ▼ 4.8        |
| 5     | Каррата 1      | 578.5           | ▲ N / A      |
| 6     | Брум           | 326.1           | ▲ 1.7        |
| 7     | Порт-Хедленд 2 | 322.9           | ▲ N / A      |
| 8     | Калгурлі       | 221.8           | ▲ 8.2        |
| 9     | Ньюман 3       | 192.0           | ▲ N / A      |
| 10    | Дарвін 4       | 149.3           | ▲ N / A      |

1 — польоти в Каррата — з жовтня 2008. 2 — польоти в Порт-Хедленд — з серпня 2009. 3 — польоти в Ньюман — з жовтня 2008. 4 — польоти в Дарвін — з травня 2009 року.
| Місце | Аеропорт     | Пасажири (чол.) | Динаміка (%) |
| ----- | ------------ | --------------- | ------------ |
| 1     | Мельбурн     | 145,400         | ▲ 1.8        |
| 2     | Сідней       | 139,600         | ▲ 19.0       |
| 3     | Брисбен      | 65,000          | ▲ 3.2        |
| 4     | Каррата      | 50,500          | ▲ 4.1        |
| 5     | Аделаїда     | 48,500          | ▼ 10.5       |
| 6     | Брум         | 30,800          | ▼ 1.1        |
| 7     | Порт-Хедленд | 29,200          | ▲ 27.1       |
| 8     | Калгурлі     | 20,200          | ▲ 14.4       |
| 9     | Ньюман       | 18,200          | ▲ 18.5       |
| 10    | Дарвін       | 13,700          | ▼ 3.4        |

### Міжнародні авіаперевезення

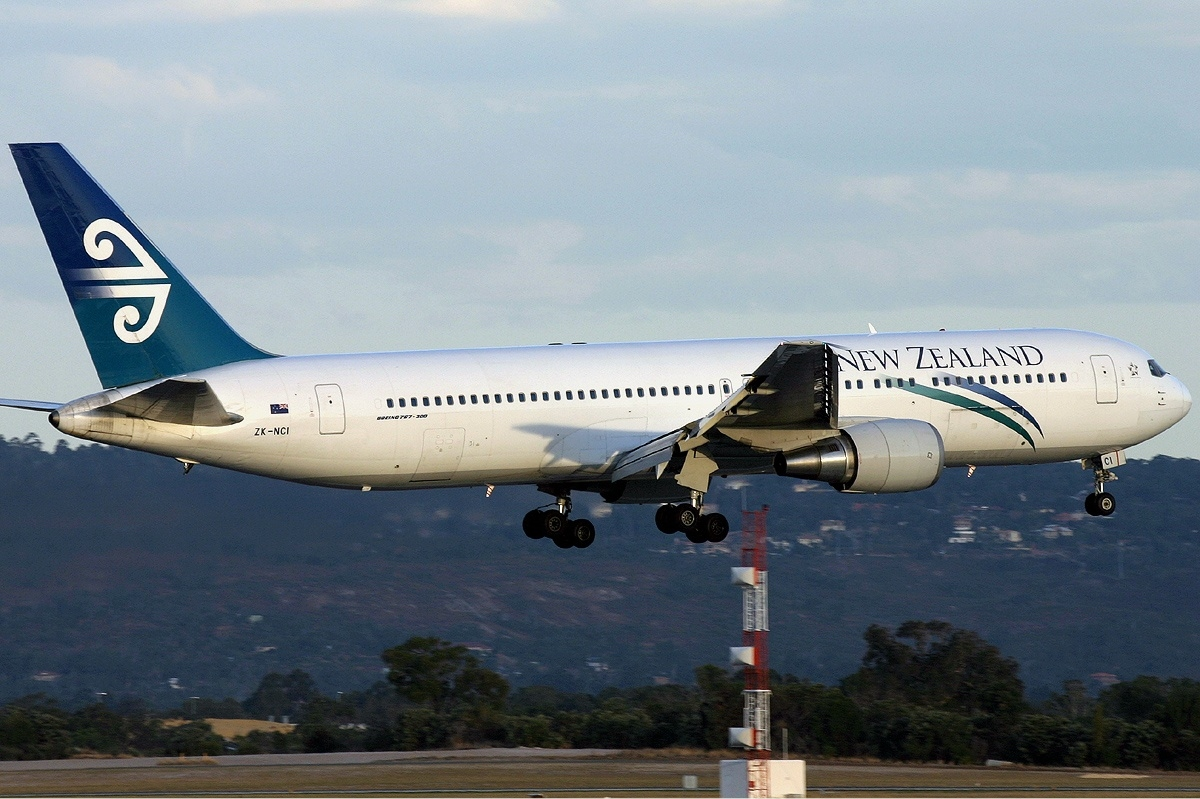
Приземлення Boeing 767—300 авіакомпанії Air New Zealand

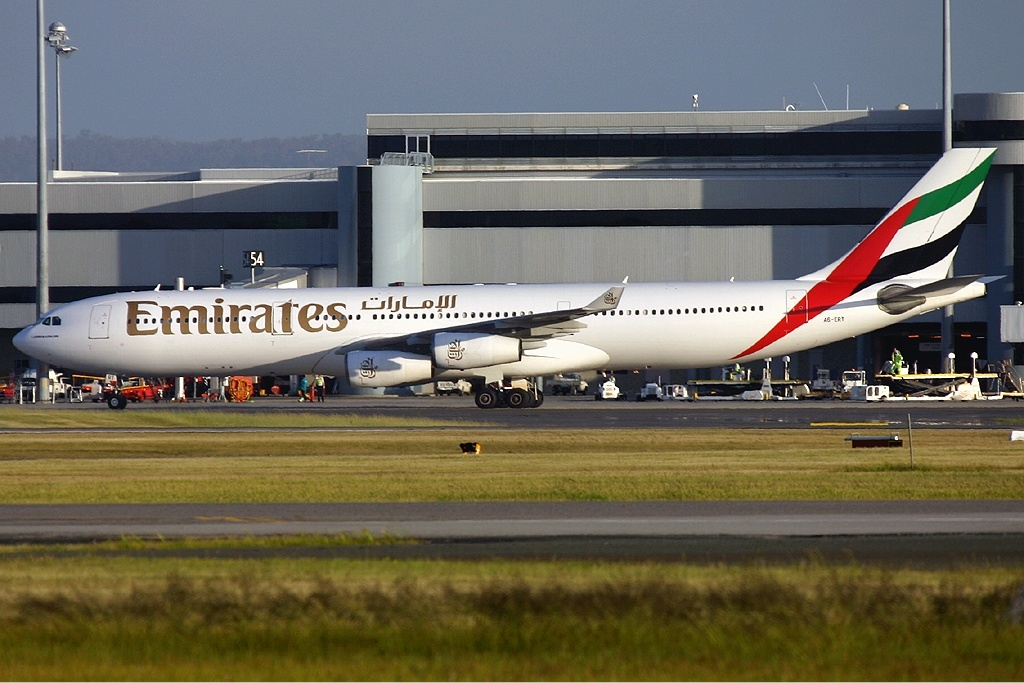
Приземлення Airbus A340-313X авіакомпанії Emirates

| Місце | аеропорт            | Пасажири (чол.) | Динаміка (%) |
| ----- | ------------------- | --------------- | ------------ |
| 1     | Сінгапур            | 921,585         | ▼ 1.6        |
| 2     | Денпасар            | 633,978         | ▲ 96.1       |
| 3     | Куала Лумпур        | 402,044         | ▲ 41.0       |
| 4     | Дубай               | 303,359         | ▲ 1.6        |
| 5     | Гонконг             | 202,072         | ▲ 6.2        |
| 6     | Йоханесбурзі        | 123,131         | ▲ 8.7        |
| 7     | Окленд              | 118,013         | ▼ 5.1        |
| 8     | Бангкок             | 109,342         | ▲ 7.8        |
| 9     | Бандар-Сері-Бегаван | 52,381          | ▼ 13.8       |
| 10    | Токіо               | 39,064          | ▼ 23.1       |

| Місце | Аеропорт     | Пасажири (чол.) | Динаміка (%) |
| ----- | ------------ | --------------- | ------------ |
| 1.    | Сінгапур     | 77,863          | ▼ 2.0        |
| 2.    | Денпасар     | 69,295          | ▲ 21.5       |
| 3.    | Куала Лумпур | 40,195          | ▲ 10.1       |
| 4.    | Дубай        | 27,683          | ▲ 4.1        |
| 5.    | Гонконг      | 17,686          | ▼ 0.1        |
| 6.    | Окленд       | 12,214          | ▲ 28.3       |
| 7.    | Йоханесбурзі | 10,840          | ▲ 15.5       |
| 8.    | Бангкок      | 10,399          | ▲ 6.5        |
| 9.    | Пхукет       | 4,086           | ▲ 104.1      |
| 10.   | Токіо        | 3,976           | ▲ 72.7       |